# Levn og beretning
Levn og beretning er et centralt begrebspar i historiefagets metode, der er kendt som kildekritikken. Betegnelsen "beretning" betegnes Tradition på tysk; mens betegnelsen "levn" er opstået som en oversættelse af det tyske begreb Überrest.
Begreberne anvendes til at skelne mellem de forskellige måder, som historikere kan vælge at bruge deres kilder på. Hvor alle ting fra fortiden er levn, er det kun menneskeskabte fortællende tekster (skriftlige, lydlige eller audiovisuelle), der er såkaldte beretninger. Et levn vidner om den tid, som den er skrevet i; dermed er et levn samtidig med den begivenhed, som levnet hidhører fra. På den måde vidner et sværd fra jernalderen om, at man på den tid havde evnerne til at skabe og forarbejde jern. En bog fra 1300-tallet vidner om, at man på dette tidspunkt kun havde håndskrevne bøger.
Derimod er en beretning en tekst, der fortæller om udvalgte begivenheder. Fx kan en dagbog bruges til at finde ud af, hvordan bestemte begivenheder fandt sted. Her er det dog vigtigt, at man er opmærksom på, om der er tendens i kilden, fx at afsenderen prøver at sætte sig i et positivt lys eller måske udelader ting.
Hvor andre fag som fx sprogvidenskaben eller litteraturvidenskaben undersøger tekster for at forstå særegne træk ved selve teksten, er historikere snarere interesseret i at bruge kilder til at forstå virkeligheden uden for teksten selv og det er i forhold til denne ambition, at historikere bruger begreberne levn og beretning for at være systematisk omkring den måde, man prøver at opnå viden om fortiden. Måden, begrebsparret bruges i dag, adskiller sig dog fra, hvordan det tidligere blev brugt. Da historikerne først begyndte at skelne mellem levn og beretning, kom dette til at udgøre grundlaget for professionaliseringen af historiefaget, men dengang blev skellet - ifølge visse historikere - dog overdrevet. Således arbejdede datidens historikerne ofte med et såkaldt materielt kildebegreb, hvor der var mere rigide rammer for, hvilke slags kilder man foretrak, hvor hovedtendensen i dag er, at man mest taler om det såkaldte funktionelle kildebegreb, hvor en kilde bruges enten som levn eller beretning afhængig af, hvilke spørgsmål historikeren har til kilden. Når man arbejder med det funktionelle kildebegreb, handler spørgsmålet om en kildes værdi mere om, hvad man vil bruge den til.